# Historias del barrio (historieta)
Historias del barrio es una novela gráfica escrita y coloreada por Gabi Beltrán y dibujada por Bartolomé Seguí.

## Creación y trayectoria editorial
Gabi Beltrán empezó a escribir el cómic en marzo de 2011, al poco de enterarse de la muerte de su padre y a instancias de sus amigos, entre los que se incluía el propio Bartolomé Seguí. A este respecto, Beltrán afirmó:

No se puede escribir algo como esto odiando. Yo he tenido que esperar a que pasara el tiempo para que se llevara todo el odio: si odias tu pasado es imposible escribir tu propia historia.

Historias del barrio fue editado por Astiberri en castellano y Dolmen en catalán en noviembre de 2011. Tuvo una continuación titulada Historias del barrio (Caminos), publicada en 2014. En 2016 aparecieron ambos álbumes en un único volumen.

## Argumento y personajes
Historias del barrio presenta varios relatos de la adolescencia de Beltrán en el barrio chino de Palma durante los años ochenta, marcada por la marginalidad.

## Estilo
El cómic recurre a una estructura de seis viñetas sobre tres tiras por página, con estilo sencillo y espontáneo por parte de Seguí.